# ألكسندرا برنس
ألكسندرا برنس (بالألمانية: Alexandra Prince)‏ هي مغنية مؤلفة ألمانية، ولدت في 3 نوفمبر 1975 في هامبورغ في ألمانيا.

## وصلات خارجية
- ألكسندرا برنس على موقع ميوزك برينز (الإنجليزية)
- ألكسندرا برنس على موقع ديسكوغز (الإنجليزية)